# Chalcorana
A Chalcorana a kétéltűek (Amphibia) osztályába, valamint a békák (Anura) rendjébe és a valódi békafélék (Ranidae) családjába tartozó nem.

## Előfordulásuk
A nembe tartozó fajok Délkelet-Ázsiában honosak.

## Taxonómiai helyzete
A Chalcorana nem eredetileg a Rana alneme volt. Gyakran az akkor még változatos fajokat tartalmazó Hylarana nem részeként tartották nyilván, míg Oliver és munkatársai 2015-ben felül nem vizsgálták a nemet, a Hylarana nemet sokkal jobban körülhatárolták, a Chalcorana csoportot pedig önálló taxonómiai nem rangra emelték.

## Rendszerezés
A nembe az alábbi fajok tartoznak:
- Chalcorana chalconota (Schlegel, 1837)
- Chalcorana eschatia (Inger, Stuart & Iskandar, 2009)
- Chalcorana labialis (Boulenger, 1887)
- Chalcorana macrops (Boulenger, 1897)
- Chalcorana megalonesa (Inger, Stuart & Iskandar, 2009)
- Chalcorana mocquardi (Werner, 1901)
- Chalcorana parvaccola (Inger, Stuart & Iskandar, 2009)
- Chalcorana raniceps (Peters, 1871)
- Chalcorana rufipes (Inger, Stuart & Iskandar, 2009)
- Chalcorana scutigera (Andersson, 1916)

Az AmphibiaWeb a Chalcorana kampeni fajt is a nemhez sorolja, ám ezt a fajt az Amphibian Species of the World a Hylarana crassiovis szinonímájának tekinti.